# Andreas von Amburger
Andreas von Amburger (* 12. Februar 1906 in St. Petersburg; † 12. November 1970 in Hamburg) war ein deutscher Kriminalist und SS-Untersturmführer in der Einsatzgruppe B.

## Leben
Amburger war der Enkel von Gustav Amburger (1840–1895) und Anna Freiin von Reischach (1840–1924), die den Adelszusatz "von" einbrachte, und der Sohn des gebürtigen Malchiners Rudolf Alexander von Amburger (1869–1935) und Elisabeth geb. Greve (1871–1927). 1920 musste die Familie Russland verlassen, bei der Einbürgerung 1922 im Deutschen Reich erhielt sie den Namen "von Amburger". 1923 bis 1925 war Amburger Mitglied im Jungnationalen Bund und ab 1925 im Stahlhelm, Bund der Frontsoldaten. Im Juli 1932 trat er in die SA ein und zum 1. September 1932 in die NSDAP (Mitgliedsnummer 1.327.519). 1936 heiratete Amburger die Tochter Erica des Hamburger Reedereidirektors Harm Eilers van Eschen.
Amburger wurde im April 1940 als Kriminalsekretär Leiter der Mordkommission der Kriminaldirektion im besetzten Warschau. Ab Sommer 1941 gehörte er zum Stab der Einsatzgruppe B als Übersetzer und Quartiermeister von Arthur Nebe. Er war für Moskau als Leiter der Kriminalpolizei vorgesehen. Waldemar Klingelhöfer folgte er nach eigener Aussage als Führer des Vorkommandos Moskau, Sondergruppe der Einsatzgruppe. 1942 ging er zurück zur Hamburger Kripo.
Nach 1945 war er in Hamburg beim Bundesamt für Verfassungsschutz tätig, angeworben durch den Abteilungsleiter Richard Gerken. Vom Juli 1955 an wurde er bei der Küstennachrichtenstelle des BfV in Hamburg beschäftigt.

## Aussageberichte
- European Holocaust Research Infrastructure (EHRI): Tätigkeits- und Lageberichte der Einsatzgruppen der Sicherheitspolizei und des SD (Auszüge), Einsatzgruppe A / Einsatzgruppe B, C, D. Einsatzkdos. - "Ingermanland". Organisation, Funktion, Aufgaben der Einsatzgruppe (Dokumentenbuch I - III A), Zeugenbericht (Einsatzgruppe B) von Andreas von Amburger. Anhaltelager für verwahrloste Jugendliche in Rshew
- Dan Michman: Angst vor den "Ostjuden": Die Entstehung der Ghettos während des Holocaust, Fischer TB, Frankfurt am Main 2011

## Einzelbelege
1. ↑  Bundesarchiv R 9361-II/12222
2. ↑  Klaus Wiegrefe: Männer einer harten Praxis. In: Der Spiegel. Nr. 39, 2015, S. 54–56 (online).

| Personendaten    | Personendaten                                                 |
| ---------------- | ------------------------------------------------------------- |
| NAME             | Amburger, Andreas von                                         |
| KURZBESCHREIBUNG | deutscher Kriminalbeamter und Angehöriger der Einsatzgruppe B |
| GEBURTSDATUM     | 12. Februar 1906                                              |
| GEBURTSORT       | St. Petersburg, Russisches Kaiserreich                        |
| STERBEDATUM      | 12. November 1970                                             |
| STERBEORT        | Hamburg                                                       |